# From here to there
From here to there is het debuutalbum van de Belgische indie-rockband Girls in Hawaii. Het album werd opgenomen tussen juli 2002 en augustus 2003 op verschillende locaties in België. From here to there haalde de 9de plaats in de Waalse Ultratop 200 Albums en stond in totaal 93 weken in de lijst.

## Tracklist
Alle muziek en teksten zijn geschreven door Antoine Wielemans, Lionel Vancauwenberge, Girls In Hawaii. 
| Nr. | Titel                       | Duur |
| --- | --------------------------- | ---- |
| 1.  | 9.00 AM                     | 3:03 |
| 2.  | Short song for a short mind | 2:26 |
| 3.  | Time to forgive the winter  | 2:57 |
| 4.  | Casper                      | 3:16 |
| 5.  | Found in the ground         | 3:03 |
| 6.  | The ship on the sea         | 1:57 |
| 7.  | The fog                     | 3:25 |
| 8.  | Fontanelle                  | 2:48 |
| 9.  | Flavor                      | 3:38 |
| 10. | Organeum                    | 4:14 |
| 11. | Bees & butterflies (down)   | 3:29 |
| 12. | Catwalk                     | 5:17 |
| 13. | Joking about my life        | 5:05 |

Op 21 februari 2005 werd het album opnieuw uitgegeven in Frankrijk. De bonus-cd bevat twee video-opnames van live-uitvoeringen die gemaakt zijn door Fabien Raymond.
| Nr. | Titel                   | Duur |
| --- | ----------------------- | ---- |
| 1.  | Ride                    | 1:44 |
| 2.  | Bees & butterflies (up) | 2:32 |
| 3.  | Dead bird's song        | 4:15 |
| 4.  | My cat's dying          | 3:44 |
| 5.  | Fireworks               | 3:05 |
| 6.  | Organeum                |      |
| 7.  | The fog                 |      |

## Credits
- Rudy Coclet (mastering)
- Gilles Martin (mix 9.00 AM en Organeum)
- Pierre-Emmanuel Guinois (mix Organeum en The fog op de bonus-cd)